# Велтерод
Велтерод (њем. Welterod) општина је у њемачкој савезној држави Рајна-Палатинат. Једно је од 137 општинских средишта округа Рајн-Лан. Према процјени из 2010. у општини је живјело 517 становника. Посједује регионалну шифру (AGS) 7141137.

## Географски и демографски подаци
Велтерод се налази у савезној држави Рајна-Палатинат у округу Рајн-Лан. Општина се налази на надморској висини од 420 метара. Површина општине износи 10,0 km². У самом мјесту је, према процјени из 2010. године, живјело 517 становника. Просјечна густина становништва износи 52 становника/km².